# Улица Ульянова (Нижний Новгород)
Улица Улья́нова — улица в Нижнем Новгороде. Проходит от площади Минина и Пожарского до Трудовой улицы. Названа в честь И. Н. Ульянова, преподавшего в расположенной на этой улице Нижегородской мужской гимназии. Прежнее название Тихоновская, по церкви в честь святителя Тихона, епископа Амафунтского.

## Достопримечательности
- Здание Крестьянского поземельного банка на перекрёстке с улицей Пискунова. В настоящее время — Дворец детского творчества имени В. П. Чкалова.

## Известные жители
д. 5 — К. П. Чернов (мемориальная доска)
д. 38 — Сергей Мицкевич (мемориальная доска)

## Проезд
На участке от улицы Пискунова до улицы Семашко движение по улице одностороннее. На остальном протяжении двустороннее.